# Hans Matthöfer
Hans Matthöfer (Bochum, 25 de septiembre de 1925 – Berlín, 14 de noviembre de 2009) fue un político alemán miembro del SPD. De 1978 a 1982, ocupó la cartera de Ministro de Finanzas y, de 1978 a 1982, fue Ministro de Educación e Investigación.

## Biografía
Matthöfer nació en Bochum en 1925 y realizó un aprendizaje en ciencias comerciales antes de ser llamado a filas entre 1943 y 1945 por la Segunda Guerra Mundial. En 1946, aprobó los exámenes de intérprete en inglés. Tres años después, Matthöfer estudió Económicas y Sociología en la Universidad de Frankfurt/Main y posteriormente en Madison (Wisconsin). En 1953 se licenció en económicas.
Al volver a Alemania, Matthöfer comenzaría a trabajar en el Deportamento de economía del sindicato alemán del IG Metall, al que le siguieron cuatro años en la Organización para la Cooperación y el Desarrollo Económicos en Washington D. C. y París. De vuelta a Alemania, volvió a trabajar en el IG Metall y desarrolló un programa para la educación en las empresas así como una política arancelaria. Entre 1987 y 1997 fue presidente de la BGAG, una sociedad de inversión propiedad del sindicato de trabajadores.
Matthöfer se unió al Partido Socialdemócrata de Alemania en 1950. Entre 1973 y 1984 perteneció a la junta ejecutiva del Partido Socialdemócrata, seguido de un puesto como tesorero entre 1985 y 1987.